# Гатаја (Фиренца)
Гатаја је насеље у Италији у округу Фиренца, региону Тоскана.
Према процени из 2011. у насељу је живело 116 становника. Насеље се налази на надморској висини од 350 м.